# Alain Dejammet
Alain Dejammet (né en 1936) est un ancien ambassadeur de France auprès des Nations unies et un ancien représentant permanent de la France à New York. Il était précédemment ambassadeur de France en Égypte. Il est l'auteur de plusieurs ouvrages et articles, souvent considérés comme à ranger dans les champs histoire et/ou géopolitique.

## Biographie
Il est né en 1936...
Diplômé de droit public et de l'Institut d'études politiques, ancien élève de l'ENA, il a occupé différents postes de direction au Quai d'Orsay, dont il était, depuis novembre 1993, le secrétaire général adjoint et directeur général des affaires politiques et de sécurité.
Âgé de 58 ans, il est nommé au poste de représentant permanent de la France au Conseil de sécurité et chef de la mission permanente de la France auprès des Nations unies ; poste qu'il occupe de 1995 à 2000,.
Il a été nommé le 18 avril 2000 « ambassadeur extraordinaire et plénipotentiaire » de France près le Saint-Siège.
Il est le président du Conseil scientifique de la Fondation Res Publica.

## Œuvres
- Paul-Louis Courier, Paris, Fayard, coll. « Vies », 2009, 683 p., 1 vol. 25 cm (ISBN 978-2-213-64338-0, OCLC 470898047, lire en ligne).
- Supplément au Voyage en Onusie, Fayard, 186 p. (ISBN 9782213617565).
- L'Incendie planétaire : Que fait l'ONU ?, Éditions du Cerf, coll. « Le poing sur la table », 2015, 64 p. (ISBN 9782204103602).

## Distinctions
Son ouvrage Paul-Louis Courier reçoit le prix Jacques-de-Fouchier de l'Académie française en 2009.